# 海賊都市クロン
『ザ・ウォー・ラフツ・オブ・クロン』（The War Rafts of Kron）（ISBN 0-88038-114-0）は、ダンジョンズ&ドラゴンズ・ロールプレイングゲーム用の、1984年のモジュールである。
1988年には『海賊都市クロン』（かいぞくとしクロン）というタイトルで日本語版が出版された。

## プロット概要
The War Rafts of Kronは、海上と海中の両方で遭遇がある冒険であり、水中用のルールが掲載されている。モジュールは戦闘イカダと海中都市のコルハドールの両方を解説している。
導入節では水中での出来事や遭遇に関するルールを詳述している。次節では、プレイヤーキャラクターが冒険を完了すると、熱帯の小島を報酬として貰うことのできる冒険が紹介されるが、他の者が試みて失敗したことも告げられる。プレイヤーは、何者が、あるいは何が外洋で船舶を襲撃し、船舶輸送に危害をもたらしているのか、そして地元の王女を誘拐したのかを突き止めねばならない。彼らはあらゆる種類の不快な生物のはびこる恐怖海の海中を旅せねばならないであろう。
海に囲まれたミンロザッド・ギルド連合は、細心の注意を要する任務のためにプレイヤーキャラクターを雇う。数ヶ月もの間、海上通商路は海賊に脅かされていたが、彼らの最近の成功により大きな政情不安がもたらされたのである。アーレンディの王女が、あるギルドの所有する船舶で旅行中に行方不明になったのである。プレイヤーキャラクターは、自分自身がおとりとなって、海賊に襲撃されるために外洋に出発する。ストームジャイアントの助けを借りて、彼らはこれらの襲撃の背後に隠された陰謀を曝かねばならない。そしてそれはイカダの集合体上に建設された海上都市クロンと、トリトンが住み、古代の悪が内部に潜む、沈没した都市のコルハドールの両方に存在する。

## 出版履歴
X7 The War Rafts of Kronは、ブルース・ネスミス執筆、カバーアートはラリー・エルモア、本文イラストはジェフ・バトラーが担当し、1984年にTSRより32ページの小冊子に外装カバーの体裁で出版された。。
The War Rafts of Kronの関連コードはX7、TSRの製品番号はTSR 9079である。このモジュールはダンジョンズ&ドラゴンズ・エキスパート・セット・ルールと共に使用するために製作された。
1988年3月、株式会社新和が日本語版を出版した。

### クレジット[2]
- デザイン　：ブルース・ネスミス
- 編集　：アン・グレイ
- グラフィック・デザイン　：ルース・ホイヤー
- カバーアート　：ラリー・エルモア
- 本文イラスト　：ジェフ・バトラー
- 地図作成　：デイヴィッド・S・「ディーゼル」・ラフォース

## 評判
グラハム・ステープルハーストはホワイトドワーフ誌70号でThe War Rafts of Kronを論評して10段階評価で8を与え、このモジュールがキャラクターを水中に連れて行くことから「冒険に対する月並みなアイデアからの離脱」と指摘した。ステープルハーストは、デザイナーが創造力と空想をうまく使い、数セッション持続するような独特で刺激的なプレイ状況を提供している、と感じた。ステープルハーストは「また背景がうまく練られているため、キャラクターが必要な場所に無理やり動かされるのではなく、自由に遭遇の間を動くことができ、自身でうまく解決することが可能となっている。全体的に見て、これはD&Dのグループにとって価値のある投資である」と述べて論評を締めくくった。